# کلومبیت
کلومبیت  (به انگلیسی: Columbite) با فرمول شیمیایی (FeMn)(NbTa)2O6 از مجموعه کانی هاست و گاه بر حسب داشتن انکلوزیون دارای خاصیت رادیواکتیویته‌است. ازنام قدیمی(Nb(Columbium گرفته شده‌است. از سری ایزومرفیک - نیوبیت - تانتالیت برای اولین بار در گروئنلند کشف شد و از نظر شکل بلور: منشوری - پهن و کوتاه، رنگ: قهوه‌ای سیاه - سیاه، شفافیت: غیر شفاف، شکستگی: صدفی - نامساوی، جلا: شیشه‌ای - چرب - نیمه فلزی، رخ: خوب - مطابق با ناکامل - مطابق با، سیستم تبلور: ارترومبیک و در رده‌بندی اکسید است  و منشأ تشکیل آن پگماتیتی - آبرفتی است.
همایند کانی‌شناسی (پارانژ) آن تانتالیت- اسپودومن- کاسیتریت- بریل- توپاز است
کاربرد آن: منبع اصلی و مهم Nb,Ta، از نظر ژیزمان فراوان است و بیشتر در آلمان غربی، سوئد، نروژ، روسیه، موزامبیک، یافت می‌شود.